# Абрамчик, Николай Семёнович
Никола́й Семёнович Абра́мчик (бел. Мікола Сямёнавіч Абрамчык; 16 августа 1903, Радошковичи, Вилейский уезд, Виленская губерния, Российская империя — 29 мая 1970, Париж, Франция) — белорусский журналист, политический и общественный деятель, эмигрант. В 1943—1970 годах — председатель Рады БНР в изгнании.

## Биография

### Ранние годы
Родился в Радошковичах (ныне Молодечненский район, Минская область, Республика Беларусь). Обучался в местной белорусской гимназии. После образования Белорусской Народной Республики, ещё будучи гимназистом, получил мандат уполномоченного БНР в Вилейском уезде. В период установления Советской власти большевиками выполнял различные задания по указу властей БНР, в частности, отправлялся в Минск для установления связи с местными сторонниками независимости БНР. В общей сложности за два года он нелегально переходил границу Польши и Советской России более 30 раз, встречался с профессором Всеволодом Игнатовским, тогдашним наркомом просвещения БССР, который ввёл его в минское антибольшевистское окружение.

### В эмиграции
В 1923 году эмигрировал в Чехословакию. Жил и продолжал получать образование в сельскохозяйственной академии в Праге, участвовал в деятельности Объединения белорусских студенческих организаций, сблизился с деятелями Рады БНР в эмиграции Петром Кречевским и Василем Захаркой.
В 1930 году Абрамчик переехал в Париж, где в 1932 году основал объединение белорусских рабочих — «Союз белорусской трудовой эмиграции», курировал его периодические издания «Бюллетень» и «Эхо».
В 1941 — 1943 годах Абрамчик участвовал в работе Белорусского комитета самопомощи в Берлине.
6 марта 1943 года, незадолго до своей смерти, Василь Захарка передал Абрамчику пост председателя Рады БНР. Будучи председателем Рады, последний редактировал газету «Утро» (1939—1944), организовывал и читал лекции на курсах белорусоведения, издавал книги Якуба Коласа и Ларисы Гениюш. Работал в Комитете самопомощи в Белостоке. В конце 1943 года Абрамчик вернулся в Париж. Многолетний друг и соратник Абрамчика Леонид Рыдлевский в своих воспоминаниях пишет, что Николай вынужден был покинуть Францию, попав на глаза гестаповцам. По другим данным, в Париж под домашний арест его отправили немецкие власти.

### Послевоенная деятельность

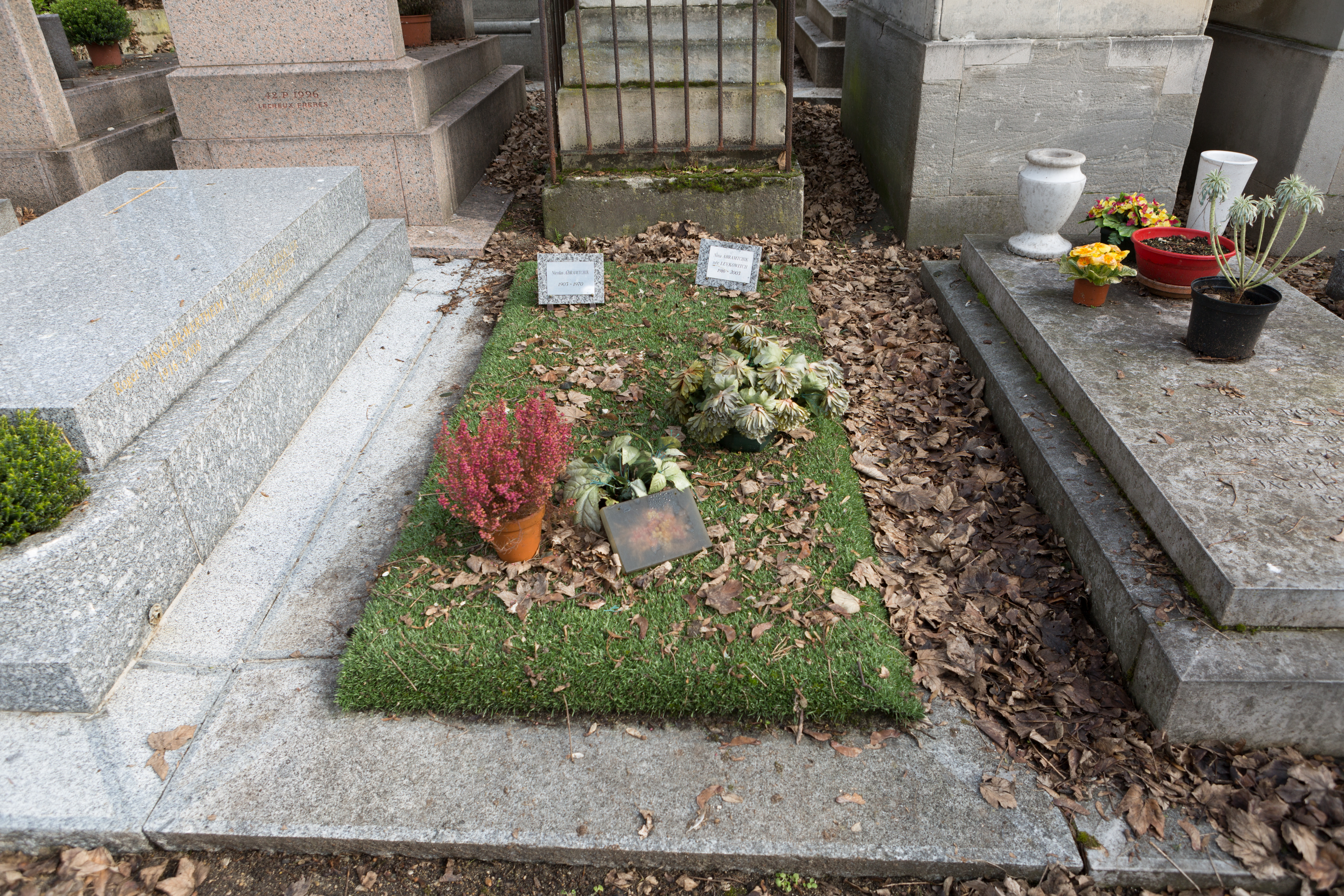
Могила Николая Абрамчика на кладбище Пер-Лашез в Париже

После Второй мировой войны участвовал в деятельности послевоенного антикоммунистического движения. Сотрудничал с ЦРУ, где обозначался криптонимами AECAMBISTA-4, CAMBISTA-4.
Автор брошюры «Я обвиняю Кремль в геноциде моего народа» (Торонто, 1950).
В 1950 — 1960-х годах возглавлял Лигу за освобождение народов СССР.
Умер в 1970 году и был похоронен в Париже на кладбище Пер-Лашез.
Из-за того, что на могильной плите не имелось надписи, место захоронения Абрамчика долгое время оставалось неизвестным. Усилиями членов общества «Белорусская национальная память» местонахождение могилы было установлено в 2008 году.